# Hilde de Mildt
Joanna Rijnhilde de Mildt, detta Hilde (19 novembre 1959), è un'attrice, doppiatrice e direttrice del doppiaggio olandese.
È nota per essere la voce olandese di Jessie del Team Rocket nella serie animata Pokémon.
È sposata con il musicista Bert Stoots.

## Filmografia

### Cinema
- Flodder in Amerika! - regia di Dick Maas (1992)
- Süskind - Le ali dell'innocenza - regia di Rudolf van den Berg (2012)

### Televisione
- Niemand de deur uit! - serie TV (1 episodio) (1992)
- Goede tijden, slechte tijden - serie TV (1993-1997)
- Goede tijden, slechte tijden: De reünie - film TV - regia di Adriënne Wurpel (1998)
- Kees & Co - serie TV (2000)

## Doppiaggio

### Film d'animazione
- Yūko in La città incantata
- Sarah Hawkins in Il pianeta del tesoro
- Edith in Up
- Dolly in Toy Story 3 - La grande fuga
- Poison Ivy in LEGO Batman - Il film
- Ro in Strange World - Un mondo misterioso

### Serie televisive d'animazione
- Jessie in Pokémon
- Charlene in Phineas e Ferb
- Misako in Ninjago
- Golden Queen in Skylanders Academy
- Madre Gothel in Rapunzel - La serie

### Videogiochi
- Carol Danvers in Disney Infinity 2.0: Marvel Super Heroes
- Golden Queen in Skylanders: Trap Team

## Direzione del doppiaggio
- Lilo & Stitch
- Lilo & Stitch 2 - Che disastro Stitch!
- Nanny McPhee - Tata Matilda
- Bee Movie
- Ratatouille
- Bolt - Un eroe a quattro zampe
- Toy Story 3 - La grande fuga
- Rapunzel - L'intreccio della torre
- Encanto
- Phineas e Ferb: Il film - Nella seconda dimensione
- Ribelle - The Brave
- Frozen - Il regno di ghiaccio
- Ralph spacca Internet
- Frozen II
- Raya e l'ultimo drago
- Lightyear - La vera storia di Buzz
- Come per disincanto - E vissero infelici e scontenti
- Strange World - Un mondo misterioso
- La sirenetta
- Elemental
- Once Upon a Studio
- Wish
- IF - Gli amici immaginari
- Inside Out 2